# Villa Adriana

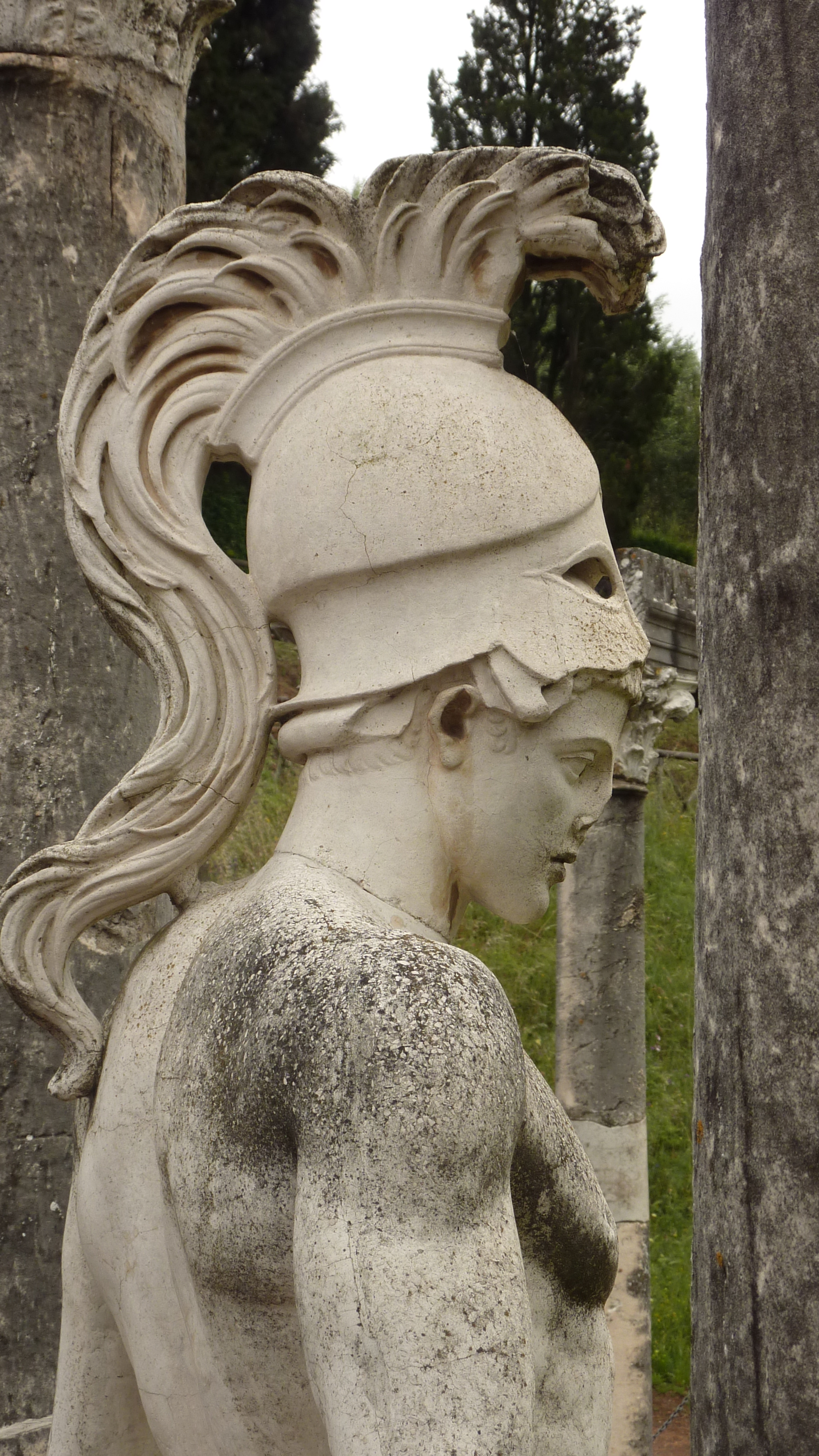
Griechische Statue des Ares am Rande des Canopus

Die Villa Adriana oder Hadriansvilla wurde von 118 bis 134 n. Chr. etwa 30 km nordöstlich von Rom, 6 Kilometer vor Tivoli (antiker Name: Tibur) als Sommerresidenz und Alterssitz des römischen Kaisers Hadrian ausgebaut. Die Anlage umfasste mindestens 125 ha an bebautem Gebiet und Grünflächen und war damit die größte und aufwendigste Palastanlage, die sich je ein römischer Kaiser erbauen ließ.
Als bedeutendes antikes Ruinenensemble gewann sie nach ihrer Wiederbekanntwerdung im 15. Jahrhundert Bedeutung für die weitere Entwicklung der Gartenkunst und war Vorbild für viele barocke Gartenanlagen. Mehr „Palaststadt“ als Villa ist sie die am besten erhaltene derartige Anlage aus römischer Zeit und ein touristischer Anziehungspunkt. Die facettenreiche Architektur der Villa Adriana spiegelte – und spiegelt teils noch – in einer Vielzahl von Bauten und Ausstattungsobjekten die Eindrücke, die Hadrian bei seinen ausgedehnten Reisen in die Provinzen des Römischen Reiches, vor allem in Griechenland und Ägypten, gesammelt hatte.

## Entstehung und Gestaltungsmerkmale
Dem Grundtypus nach gehörte die Hadriansvilla bei Tibur zu den Landsitzen der römischen Aristokratie, deren Mitglieder sich oft außerhalb der Stadt die für Muße und vielfältige Freizeitgestaltung geeigneten Bauten errichten ließen. Bekannte schriftliche Überlieferungen dazu gibt es von  Columella und Plinius dem Jüngeren. Bereits in republikanischer Zeit gab es eine Villa im Zentrum des später von Hadrian genutzten Großareals. Einige andere einflussreiche Römer, die wie Hadrian spanischer Herkunft waren, hatten ihre Landsitze ebenfalls in dieser Region. Teils wird angenommen, dass die Gens Vibia, der Hadrians Frau Sabina angehörte, die Vorläufer-Villa besaß, die dann von Hadrians weiträumiger Umgestaltung abgelöst wurde.
Zu den für das kolossale Bauvorhaben des Kaisers günstigen Voraussetzungen vor Ort gehörte also einerseits eine bereits entwickelte baugewerbliche Struktur; mit der Via Tiburtina gab es zudem eine schon lange bestehende Straßenverbindung nach Rom; und der mit dem Tiber verbundene Fluss Anio in unmittelbarer Nähe ermöglichte die vorteilhafte Verschiffung aller Material- und Warentransporte über längere Strecken. In den tiburtinischen Steinbrüchen konnte hinsichtlich des Baumaterials aus dem Vollen geschöpft werden. Hingegen bestand das Plateau, auf dem sich Hadrians „Palaststadt“ erheben sollte, aus weichem Tuffstein. So war es relativ einfach, diesen Baugrund für unterirdische Zufahrten und Versorgungswege zu perforieren. Der Arbeitskräftebedarf war gleichwohl enorm. Allein für die Erdarbeiten zur Umgestaltung, Planierung und Terrassierung des Terrains entsprechend der Bauplanung werden 20.000 bis 40.000 Beschäftigte angenommen.

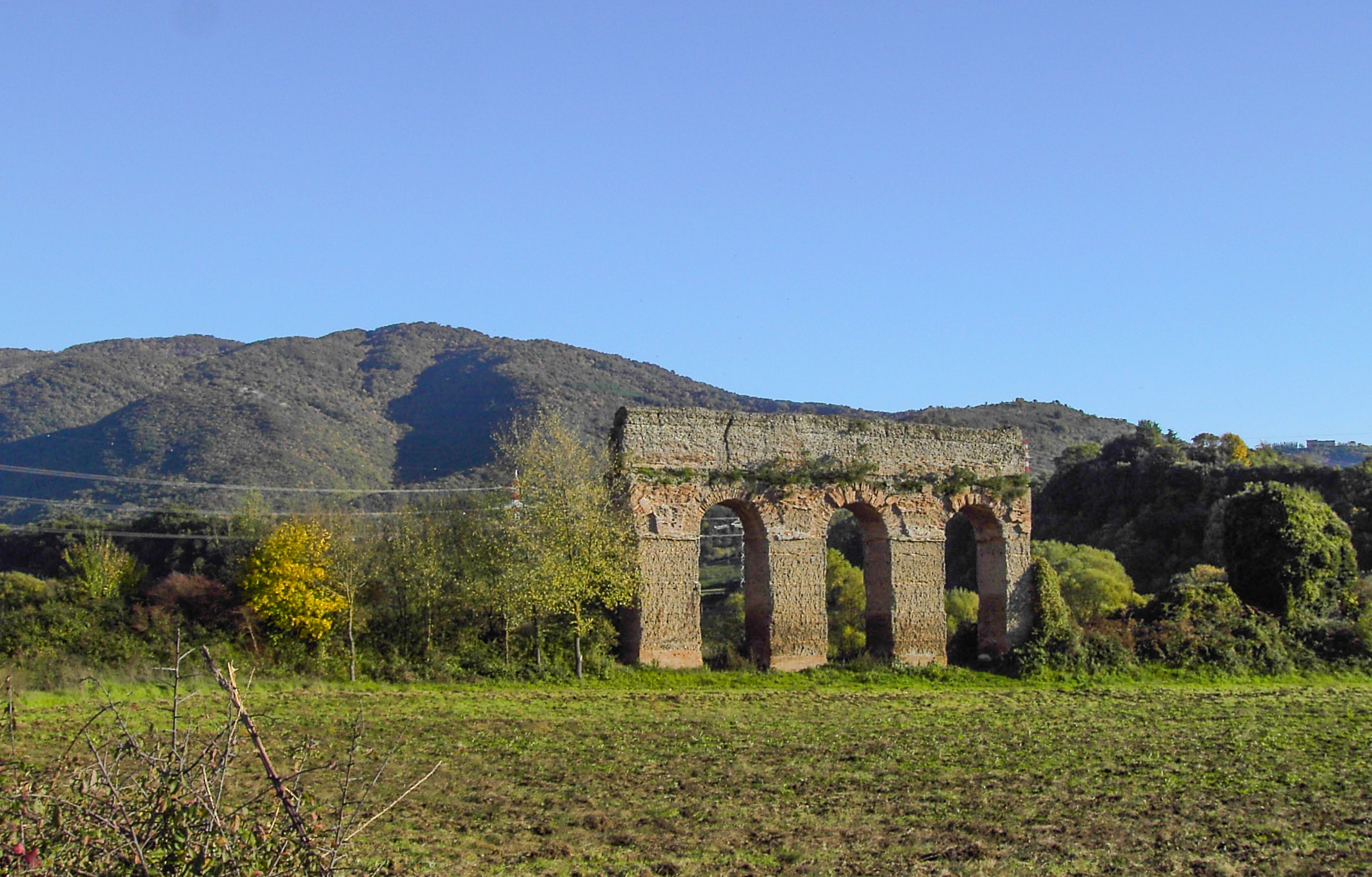
Aqua Marcia bei Tivoli

Die Qualität der örtlichen Wasserversorgung entsprach der, die durch die Aqua Marcia auch Rom erreichte und über die Plinius der Ältere in der Naturalis historia schrieb: „der großartigste aller Aquädukte in der ganzen Welt, das Höchste an Frische und Sauberkeit zum Ruhm der Stadt ist die Aqua Marcia, unter allen Geschenken, welche die Götter der Stadt gewährt haben.“ Der Wasserbedarf der Hadriansvilla wurde von unterirdischen hydraulischen Anlagen gedeckt, nicht nur Thermen und Gebäude, sondern auch künstliche Wasserflächen, Nymphäen und Zierbrunnen. Während von Südosten ein eigener Zuleitungsaquädukt für den Wasserzufluss zur Hadriansvilla sorgte, wurde das Brauchwasser nach Norden abgeleitet.
Allein aus der Riesenhaftigkeit der Villenanlage und aus der Vielzahl der darauf errichteten Bauten ergibt sich auch eine Form kaiserlicher Machtinszenierung. Dabei beobachtet Schareika bei Hadrian eine Abkehr von den „axial-frontalen römischen Vorlieben“ in der Monumentalarchitektur der Vorgänger. Stattdessen sei sein architektonischer Kosmos von einer „bewegten, nicht kantigen, sondern multiform wuchernden Vielfalt“ bestimmt. In charakteristischer Häufigkeit seien die Rundung bzw. das Runde anzutreffen, nicht nur beim teatro marittimo in zentraler Lage, das den griechischen Tholos aufnahm und auf markante Weise variierte, sondern auch beim Thermenbau mit Rundform und Kuppel. Öfters Verwendung fand auch das altpersische Architekturelement des Iwan, eine große Halle mit gewölbter Decke, zu einem Hof hin offen. Insgesamt, so Schareika, sei in der Gesamtanlage der Hang zum architektonischen Experiment erkennbar und das Bestreben, konventionelle Bauformen in neuer Funktion zu entwickeln.

## Großareale und Funktionsbereiche

Plan des Geländes und Stand der Ausgrabungen 1905

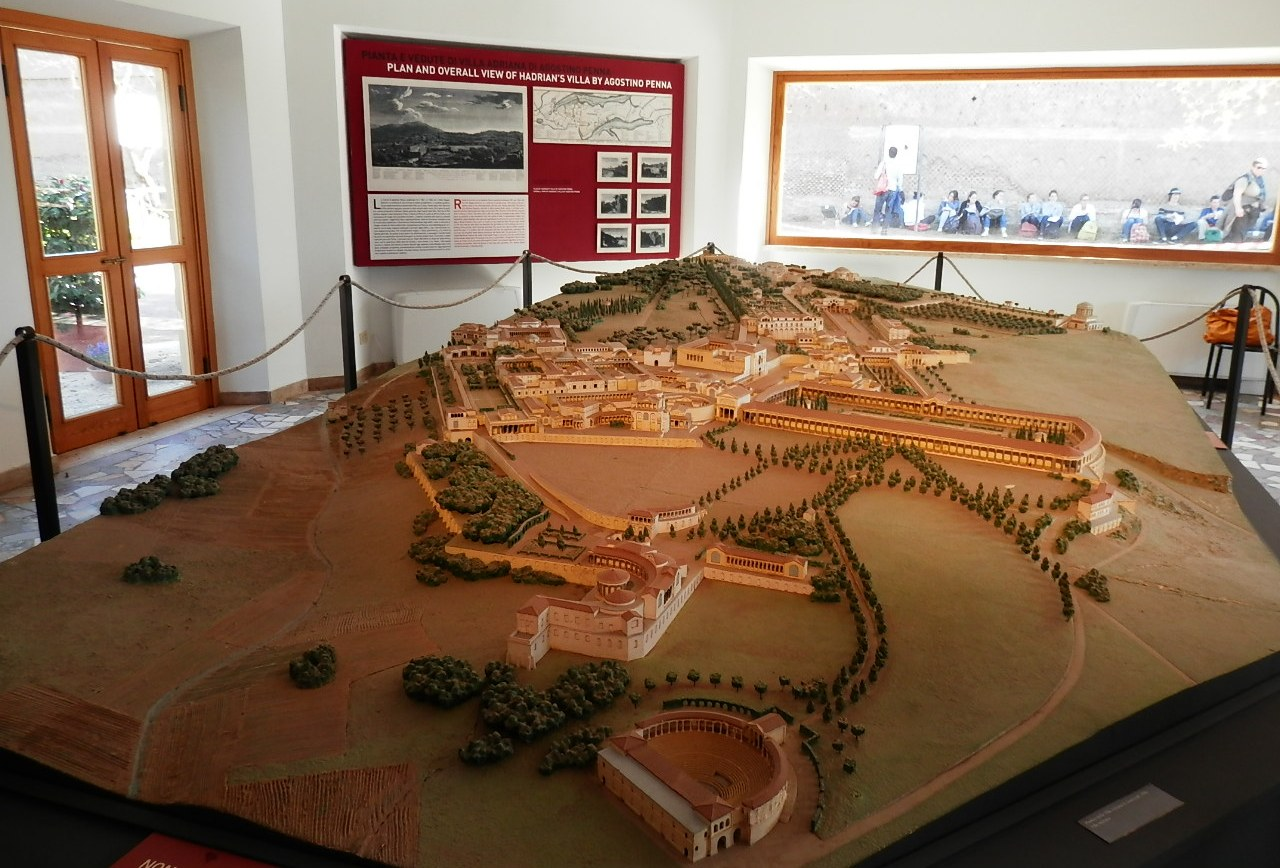
Modell der Gesamtanlage

Eine „Anlage von weitgehender Rätselhaftigkeit“ nennt Schareika die Hadriansvilla, die sich in Nord-Süd-Richtung insgesamt über 3 km erstreckt und an der breitesten Stelle in west-östlicher Richtung über etwa 1500 Meter. Als behelfsmäßig anzusehen seien sowohl die Gliederung des Komplexes in vier Großareale, die dem heutigen Betrachter die Übersicht erleichtern können, als auch die Funktionsangabe und Benennung einer Reihe von Bauten, bei denen traditionelle Zuschreibungen und neuere Forschung nur vage oder gar nicht zusammenpassen.
Zu den gemeinten Großarealen zählen 1. der Nordpark mit Terrassengärten und Heiligtümern; 2. die südlich anschließende regio princeps mit den kaiserlichen Wohn- und Repräsentationsbauten sowie dem teatro marittimo im Zentrum; 3. die der Muße gewidmete regio otiosa unter anderem mit Thermenanlagen und einer reizvoll in die Umgebung eingebetteten Banketthalle (auch als Serapeium bezeichnet), der ein als Wasserlandschaft gestaltetes Bankettperistyl vorgelagert ist (als „Canopus“ bekannt); 4. das Südviertel u. a. mit „Rocabruna-Turm“, einem weiteren Palastkomplex und dem als „Odeon“ bezeichneten Südtheater. Im gegenwärtigen Eingangsgebäude für Besucher wird ein Modell ausgestellt, das zeigt, wie die Villa zu Hadrians Zeiten ausgesehen haben könnte.
Bei der modernen Benennung der einzelnen Ruinenobjekte hat man sich an der spätantiken Historia Augusta orientiert, dem einzigen umfänglicher erhaltenen literarischen Quellenzeugnis: „Hadrian schuf mit der Villa von Tibur ein wundervolles Ensemble, und zwar so, dass er darin die berühmtesten Provinzen und Orte mit Namen benannte, wie etwa das Lykeion, die Akademia, das Prytaneion, den Kanopos, die Poikile, das Tempe-Tal. Und um nichts zu übergehen, erschuf er auch eine Unterwelt.“
Auf dieser teils zweifelhaften Grundlage – denn die Historia Augusta ist als Quelle von stark schwankender Zuverlässigkeit – wurden Zuordnungen bei den vorgefundenen Bauten getroffen und Bezeichnungen mitunter spekulativ vergeben, die sich als solche zwar etabliert haben und beibehalten werden, mit den neueren Forschungsbefunden aber nicht immer übereinstimmen. Während die Gesamtanlage der Hadriansvilla möglicherweise das Römische Reich in seiner Vielfalt und Einheit symbolisieren sollte, ist das im Zentrum der regio princeps gelegene teatro marittimo (auch Inselpavillon genannt), von dem angenommen wird, dass es dem Kaiser als intimer Rückzugs- und Besprechungsraum im kleinsten Kreis dienen konnte, seiner Anlage nach zugleich als symbolischer Mittelpunkt des Kosmos gedeutet worden. Mehr als begründete Hypothesen lassen sich aus den baulichen Überresten aber oft nicht herleiten.

## Einzelobjekte und Besonderheiten

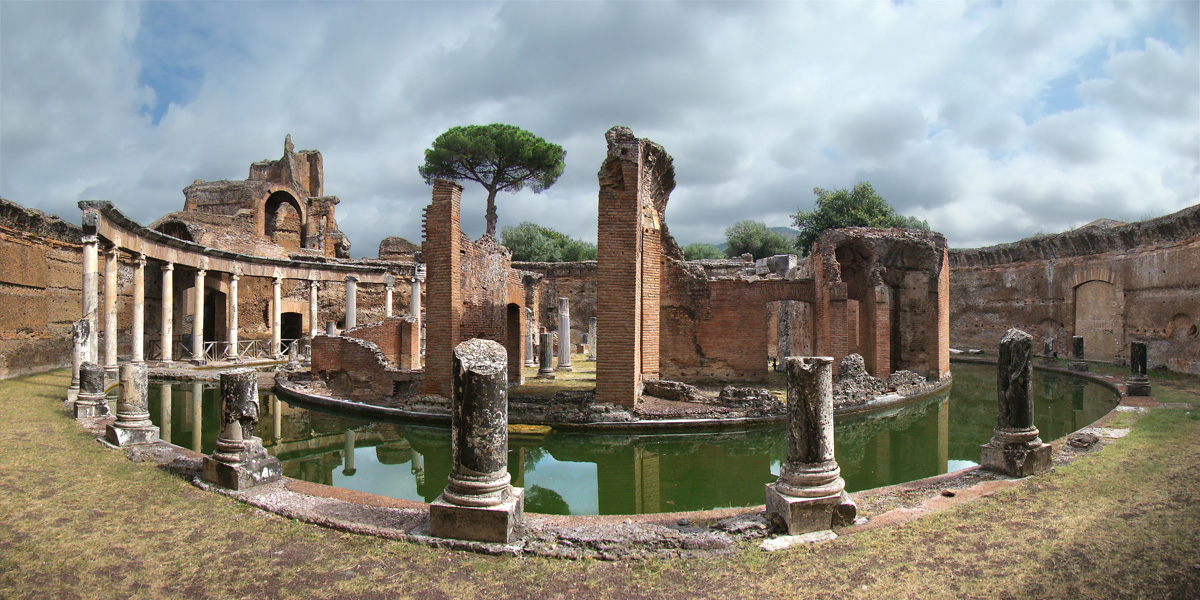
Villa Adriana: das sogenannte teatro marittimo oder Inselpavillon

Als „Solitär der Architektur“ führt Schareika jenes im Zentrum der regio princeps platzierte Bauwerk ein, das als teatro marittimo oder Inselpavillon bezeichnet wird. Den Kern der kreisförmigen Anlage bildet ein zylindrischer Steinsockel, umgeben von einem ringförmigen, mit Wasser gefüllten Kanal. Der somit inselartige Sockel von etwa 20 Metern Durchmesser war im Randbereich mit Säulen bestanden, bebaut und überdacht. Auch der Außenrand des Kanals war von Säulen eingefasst und bot mit der ebenfalls ringförmigen Außenmauer Gelegenheit für einen geschützten Rundgang. Der steinerne „Pavillon“ in der Mitte war über zwei drehbar-bewegliche Brücken zu erreichen. Lage und Gestaltung dieses Baukörpers haben Anlass zu der Deutung gegeben, dass der kreisrunde, scheinbar im Wasser liegende Innenbereich den Orbis, also den vom Weltmeer umspülten Erdkreis verkörpern sollte.
Außenverbindungen gab es sowohl zum kaiserlichen Wohnpalast als auch zu dem heute fälschlich als „Lateinische“ und „Griechische Bibliothek“ bezeichneten zweiflügligen Gebäudekomplex, der nordöstlich anschloss und unterdessen als Verwaltungs- und Diplomatentrakt angesehen wird. Dem Inselpavillon-Komplex westlich angeschlossen war eine große Empfangs- bzw. Audienzhalle mit Halbkuppelapsis (heutzutage grundlos als „Philosophensaal“ firmierend), zu erreichen über den als Poikile bezeichneten und 230 × 96 Meter großen Empfangshof auf der künstlich angelegten Ost-West Terrasse. Dabei handelt es sich um eine überdimensional abgewandelte Form des in die traditionelle römischen Villa integrierten Peristylhofes, der hier aber mit seinem äußerst weiträumigen Bassin aus den Wohnanlagen herausgerückt und ihnen vorgelagert ist – ein für ankommende Besucher zweifellos imposanter Eindruck.

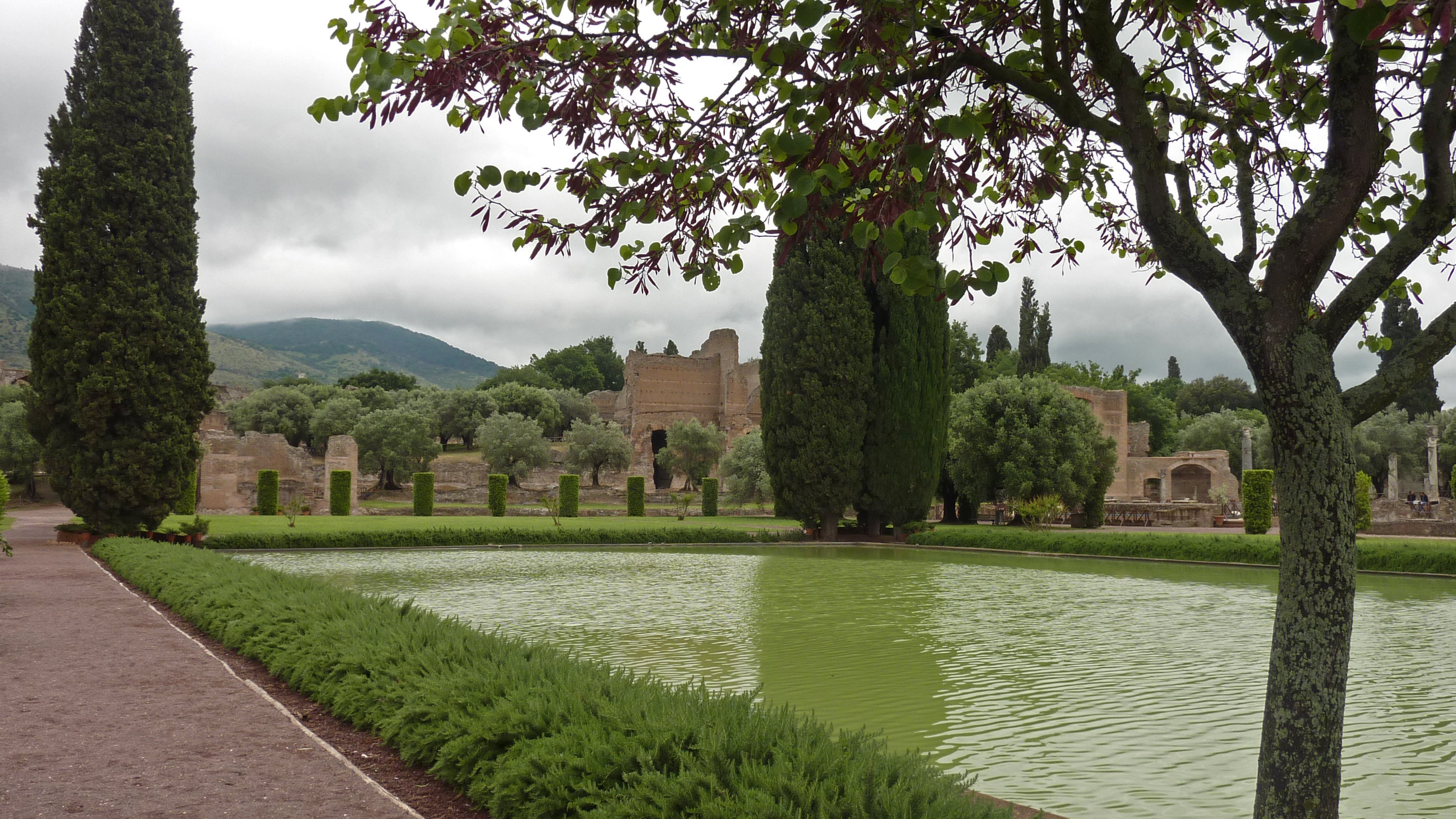
Villa Adriana: Poikile

Unterhalb dieser gewaltigen, künstlich angelegten Ost-West-Terrasse befanden sich – gänzlich außerhalb des Blickfelds der in der Hadriansvilla weilenden oder sie aufsuchenden römischen Aristokraten – die Unterkünfte des Arbeits- und Dienstpersonals, von dessen Verrichtungen und Anblick man sich möglichst wenig im eigenen Tun und Genießen stören lassen wollte. Die für geschätzt 1.500 Personen ausgelegten kleinen und teils recht niedrigen Räume in den bis zu 15 Meter hohen Substruktionen der Terrasse waren auf drei bis vier Stockwerke verteilt und wurden über Holztreppen und Holzgalerien erreicht. Außer diesem unterirdischen Wohnanlagenkomplex verliefen aber auch die Verbindungs-, Versorgungs- und Anlieferungswege in gewölbten Tunneln unterschiedlicher Breite, die mit Luft und Licht von oben nur mäßig versorgt waren. „Insgesamt war durch den Verlauf der Gänge und Wege penibel dafür gesorgt, dass die höheren sozialen Gruppen mit den Sklaven und Bediensteten nicht in Berührung kamen.“
Zu den bekannteren Bauten der Villa Adriana gehören ebenfalls der Prachthof („Piazza d’Oro“), ein äußerst großzügig gestalteter und umbauter Gartenkomplex, gelegen neben dem kaiserlichen Wohnpalast am östlichen Rand der regio princeps, dazu die diversen Thermenanlagen sowie der Canopus, ein besonderer Anziehungspunkt für heutige Besucher in der regio otiosa. Dieser einer großen Banketthalle nördlich vorgelagerte Euripus ist mit Blick auf den einschlägigen Auszug aus der Historia Augusta als Gegenstück zu einem Kanal in Ägypten aufgefasst worden, welcher die Stadt Canopus mit Alexandria verband. Entsprechend ist dann die von einer mächtigen Halbkuppel überwölbte Banketthalle – allerdings funktionswidrig – als Serapeum (Serapis-Heiligtum) bezeichnet worden. An das unterdessen wiederaufgestellte Säulenrund als nördlichen Abschluss des Euripus schlossen sich auf der westlichen und östlichen Längsseite wiederum Säulenreihen in der Art des Portikus an, die auf den Bankettsaal zuführten. Jenseits davon waren zu beiden Seiten aufsteigend Terrassengärten angelegt und mit großen Blumentrögen ausgestattet, sodass sich der Eindruck eines grünen, womöglich bunt blühenden Tales ergeben konnte.
Betonkuppeln bis zu knapp 17 m Durchmesser bilden bei zahlreichen Gebäuden der Hadriansvilla ein bevorzugtes Mittel für den Deckenabschluss:
- Serapeum: 16,75 m
- Sommer-Triclinium (Exedra): 12,00 m
- Heliocaminus: 11,90 m
- Kleine Thermen: 10,40 m zu 9,40 m
- Piazza d’Oro (Vestibül): 9,50 m
- Heliocaminus: 7,60 m zu 6,20 m

## Verfall und Wiederentdeckung

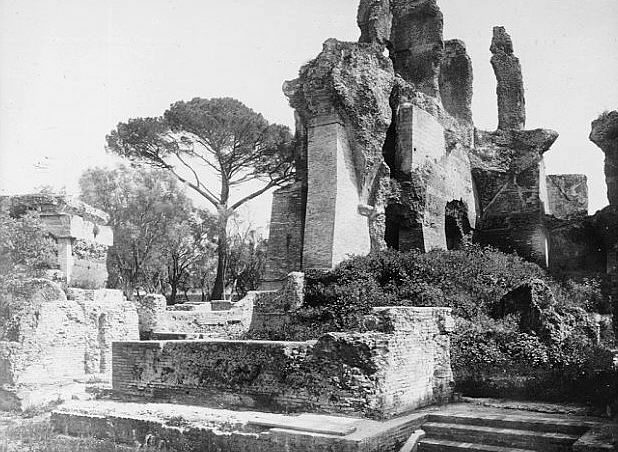
Die Palatinsbibliothek in der Villa Adriana

Das Kentauren-Mosaik, heute im Alten Museum, Berlin, stammt aus dem Speisesaal der Villa Adriana (120–130 n. Chr.)

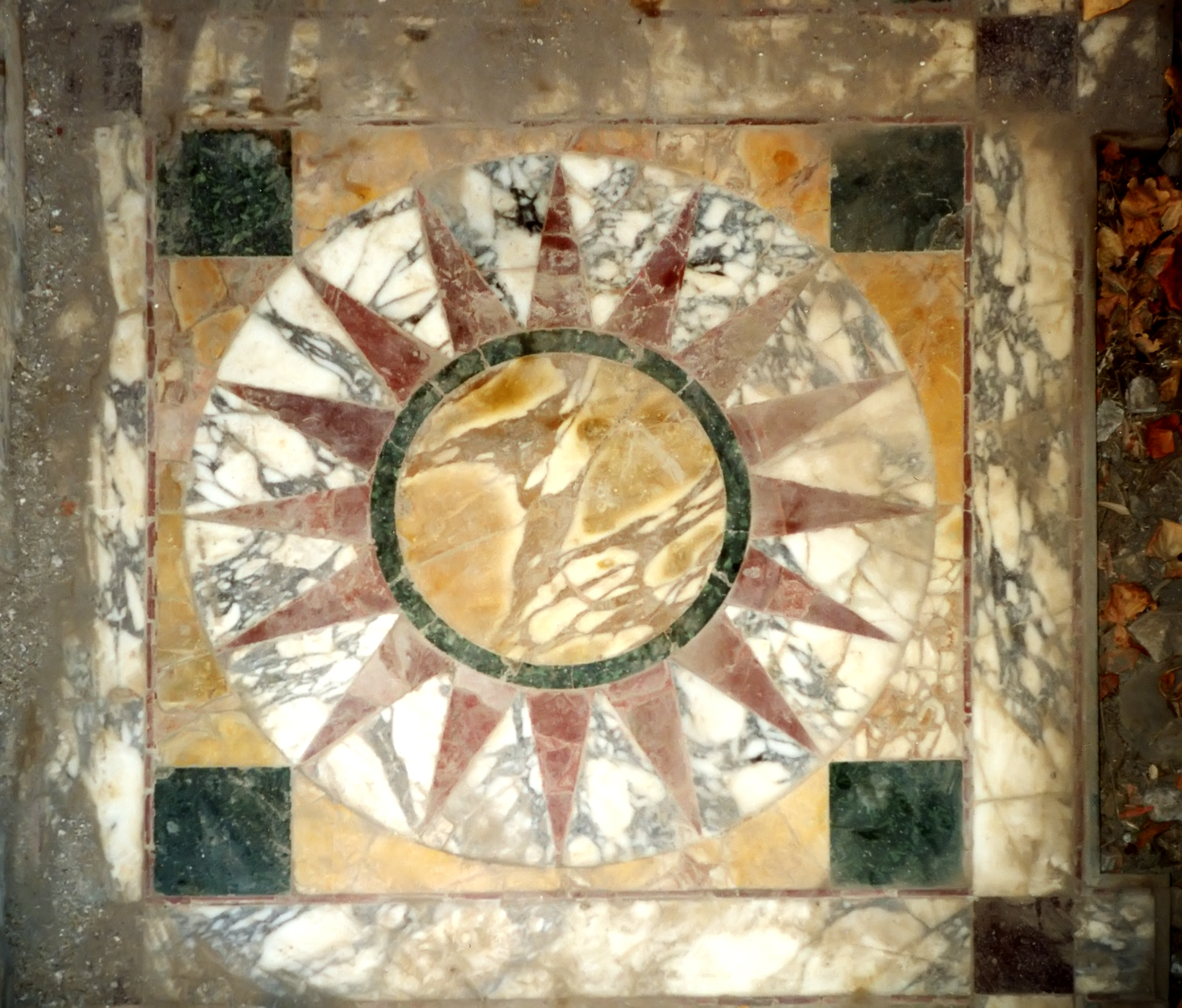
Fußboden in Opus sectile in den Piccole Terme der Villa Adriana

Nach dem Tod Hadrians ging die Villa in den Besitz der nachfolgenden Kaiser über, zunächst in den des Antoninus Pius, wurde aber weniger genutzt. Im 3. Jahrhundert, spätestens nach der Gründung Konstantinopels 330 durch Kaiser Konstantin I., setzten Verfall und Ausschlachtung ein: Statuen, hochwertiger Marmor und weitere Ausstattungsstücke wurden fortgebracht. In den kriegerischen Auseinandersetzungen zwischen den Ostgoten und Kaiser Justinian I. diente die Anlage beiden Seiten zeitweise als Lager. Weiterer Abbau und die Entfernung anderweitig verwendbarer Materialien und Einrichtungsgegenstände erfolgten im Zuge des Ausbaus von Tibur zu einem Bistum, das mit Rom konkurrierte und auch selbst Päpste stellte.
Erst in der italienischen Frührenaissance zog die Villa Adriana um 1450 in der Italia illustrata des Flavio Biondo als bedeutende antike Hinterlassenschaft neue Aufmerksamkeit auf sich. Um die Wende zum 16. Jahrhundert begannen unter Papst Alexander VI. erste Grabungen. Zwar wurde damit der achtlosen Zerstörung Einhalt geboten, nicht aber der fortgesetzten Plünderung der Ruine. Die Hadriansvilla war nämlich nicht nur als Inspirationsquelle für die Gartenkunst in der nach 1560 in Tivoli erbauten Villa d’Este von Bedeutung, sondern auch als noch immer ergiebiges Reservoir von Kunstobjekten. So autorisierte Bauherr Ippolito II. d’Este seinen Planungsbeauftragten Pirro Ligorio zu weiteren Transfers ganz nach Bedarf aus der antiken in die neue Villa. Trotz aller bereits vordem stattgefundenen Entnahmen und Beraubungen wurden noch gut 300 Kunstwerke in der Villa Adriana aufgefunden und in Sammlungen sowie später in diversen Museen präsentiert, so zum Beispiel in den Vatikanischen Museen. Hervorzuheben sind die Mosaiken, die 1779 im Triclinium des Kleinen Palastes gefunden wurden. Das weltberühmte Kentauren-Mosaik befindet sich seit 1848 im Alten Museum, Berlin. Im Jahre 1871 ging die Hadriansvilla in den Besitz der italienischen Regierung über; die Ausgrabungen wurden mit dem Ziel fortgesetzt, Freigelegtes zu erhalten und Besuchern zu präsentieren.

## Nachwirkung
Seit 1999 gehört die Hadriansvilla zum Weltkulturerbe der UNESCO. Im Folgejahr 2000 besuchten etwa 187.000 Menschen die Hadriansvilla; 10 Jahre später waren es 108.800. Im Sommer 2011 wurden Teile der Hadriansvilla wegen Einsturzgefahr gesperrt.
Ein Drittel der Gesamtanlage ist allerdings bisher noch gar nicht durch Grabungen erkundet. So wurde das westlich nahe der Poikile im Zufahrtsbereich gelegene Antinoeion erst 2002 entdeckt und archäologisch aufbereitet. Es handelt sich dabei um ein ägyptischer Kultpraxis zuzuordnendes Heiligtum, das nicht zur ursprünglichen Planung gehörte, erst nach 134 geschaffen wurde und in den Zusammenhang mit dem von Hadrian reichsweit eingeführten Antinoos-Kult zu stellen ist. Nach Schareikas Deutung sollten Lage und Gestaltung des Antinoeions den Ankommenden wohl die gemeinsame kulturelle Grundlage des römischen Reiches in Verbindung mit Hadrians Erneuerungsabsicht als Botschaft vermitteln.
Die archäologischen Funde und Befunde machen die Villa Adriana in der Ausstattung der Räumlichkeiten zu einem Spiegel der sozialen Ordnung und Verhältnisse im Römischen Kaiserreich: im kaiserlichen Ambiente Gold, Purpur, Marmorwände und farbige Mosaiken; für gehobene Besucher Schwarz-Weiß-Mosaiken, Wandbemalung und Stuckdekorationen; fürs einfache Volk niedrige Räume, verputzte Wände und Bretterdecken. Gartengestalterische Nachwirkung hat die Hadriansvilla weit über die benachbarte Villa d’Este hinaus entfaltet, so zum Beispiel in Lustgärten wie dem Wörlitzer Park, wo manche Nachbildungen anzutreffen sind.
Neben und mit der weiteren archäologischen Erkundung hat sich seitens der Deutschen Wasserhistorischen Gesellschaft auch eine intensive Forschungstätigkeit bezüglich der Wasserkultur der Villa Adriana entwickelt. So hat man beispielsweise ermittelt, dass für die Wasserversorgung der alten republikanischen Villa wohl ein bleierner Druckstrang mit geringem Durchmesser genügt hatte, der kaum mehr als 10 bis 20 Liter Wasser pro Sekunde bereitstellte, während der Temporärverbrauch allein beim Serapeum der Hadriansvilla mit vorgelagertem Canopus über 100 Liter pro Sekunde einzuschätzen ist. Neuere Forschungsvorhaben zielen auf ein dreidimensionales Computermodell zur Darstellung des wasserwirtschaftlichen Gesamtsystems und auf die Erforschung des Entsorgungssystems der Villa in Kooperation mit Speläologen.